# کیوتانگو، کیوتو
کیوتانگو در استان کیوتو در کشور ژاپن واقع شده‌است  که دارای جمعیت ۶۰٬۹۸۰ نفر و مساحت ۵۰۱٫۸۴ کیلومتر مربع با تراکم جمعیت ۱۲۲  نفر در کیلومترمربع است و در تاریخ ۱ آوریل ۲۰۰۴ به عنوان شهر شناخته شد.